# Ki no Kaion
Ki no Kaion (japanisch 紀 海音, wirklicher Name: Enami Kiemon (榎並 善右衛門); * 1663 in Ōsaka; † 31. Oktober 1742) war ein japanischer Schriftsteller. Als Haiku-Dichter verwendete er das Pseudonym Teiin (貞因)
Ki no Kaion wurde als Sohn einer Händlerfamilie geboren. Sein Vater Enami Zenemon, der einen Laden für Süßwaren betrieb, und sein älterer Bruder, Nagata Teiryū, waren in ihrer Zeit bekannte Haikai- und Kyōka-Dichter, sein jüngerer Bruder war Haiku-Dichter. In seiner Jugend war Ki no Kaion einige Jahre buddhistischer Mönch; er verließ das Kloster, um Arzt zu werden. Nebenbei studierte er japanische Literatur bei Keichū und haikai bei Yasuhara Teihitsu. Um 1705 wurde er der wichtigste Autor des 1703 von seinem Freund Toyotake Wakatayū, einem ehemaligen Schüler Takemoto Gidayūs, gegründeten Bunraku-Puppentheaters Toyotake-za (豊竹座) in Ōsaka.  Neben seiner Tätigkeit als Stückeschreiber für das Toyotake-za war er dort auch als Tatesakusha (eine Art Regisseur) tätig.
Das erste Stück, das er 1702 fürs Theater schrieb, hieß Keisei futogorogo. Er war der Erste, der 1719 die tragische Geschichte von Sankatsu, einem Papierschirmhändler, und Hanshichi, einer Kurtisane unter dem Titel „Sankatsu Hanshichi nijūgonen no ki“ (三勝半七二十五年忌) verfasste. Das Thema wurde später mehrfach in Kabuki-Stücken dargestellt. Das letzte bekannte seiner Dramen war Keisei Mugen no Kane, das im Jahr 1723 aufgeführt worden war. Bis 1723, als er sich aus der Theaterwelt zurückzog, um sich dem Geschäft der Familie zu widmen, hat er mehr als 50 Puppenspiele (Jōruri) verfasst, von denen einige später für das Kabuki-Theater bearbeitet wurden. Er eiferte mit seinen Stücken Chikamatsu Monzaemon nach, erreichte jedoch in Sprache und Raffinesse nicht dessen Niveau. Wie Chikamatsu schrieb er sowohl historische Dramen wie auch sewamono. In den folgenden Jahren bis 1836, als er sich ins Kloster zurückzog, betätigte er sich als erfolgreicher Kyōka- und Haiku-Dichter.

## Werke (Auswahl)
- Onikage musashiabumi (鬼鹿毛無佐志鐙)
- Kamakura sandaiki　(鎌倉三代記)
- Shinjū futatsu haraobi　(心中二ツ腹帯)
- Wankyū sue no matsuyama (椀久末松山)
- Yaoya Oshichi koi hizakura (八百屋お七恋緋桜)
- Tomihito Shinnō Saga nishiki (富仁親王嵯峨錦)
- Keisei muken no kane (傾城無間鐘)
- Shinoda no mori onna uranai (信田森女占)[2]